# Napili-Honokowai
Napili-Honokowai es un lugar designado por el censo ubicado en el condado de Maui en el estado estadounidense de Hawái. En el año 2000 tenía una población de 6788 habitantes y una densidad poblacional de 445.5 personas por km².

## Geografía
Napili-Honokowai se encuentra ubicado en las coordenadas 20°58′1″N 156°40′14″O / 20.96694, -156.67056. Según la Oficina del Censo, la localidad tiene un área total de 17,2 km² (6,6 mi²), de la cual 15,2 km² (5,9 mi²) es tierra y 2 km² (0,8 mi²) (11.58%) es agua.

## Demografía
Según la Oficina del Censo en 2000 los ingresos medios por hogar en la localidad eran de $51 030, y los ingresos medios por familia eran $56 944. Los hombres tenían unos ingresos medios de $32 554 frente a los $28 979 para las mujeres. La renta per cápita para la localidad era de $24 814. Alrededor del 5.5% de las familias y del 9.5% de la población estaban por debajo del umbral de pobreza.